# Петорка (провінція)
Провінція Петорка (ісп. Provincia de Petorca) — провінція у Чилі у складі області Вальпараїсо. Адміністративний центр — Ла-Лігуа.
Включає в себе 5 комун.
Територія — 4588,9 км². Населення — 70 610 осіб. Щільність населення — 15,39 осіб/км².

## Географія
Провінція розташована на півночі області Вальпараїсо.
Провінція межує:
- На півночі — провінція Чоапа
- На сході — провінції Чоапа
- На південному сході провінція Сан-Феліпе-де-Аконкагуа
- На півдні — провінції Вальпараїсо і Кільйота
- На заході — Тихий океан

## Адміністративний поділ
Провінція включає в себе 5 комун:
- Ла-Лігуа. Адміністративний.центр — Ла-Лігуа.
- Кабільдо. Адміністративний.центр — Кабільдо.
- Сапальяр. Адміністративний.центр — Сапальяр.
- Папудо. Адміністративний.центр — Папудо.
- Петорка. Адміністративний.центр — Петорка.

## Найбільші населені пункти
| №  | Населений пункт        | Категорія | Населення осіб (2002) | Чоловіче населення осіб | Жіноче населення осіб | Територія км² |
| -- | ---------------------- | --------- | --------------------- | ----------------------- | --------------------- | ------------- |
| 1  | Ла-Лігуа               | селище    | 17048                 | 8211                    | 8837                  | 5,18          |
| 2  | Кабільдо               | місто     | 11287                 | 5443                    | 5844                  | 4,68          |
| 3  | Вальє-Ермоса           | місто     | 3758                  | 1896                    | 1862                  | 5,08          |
| 4  | Папудо                 | селище    | 2987                  | 1538                    | 1449                  | 7,35          |
| 5  | Петорка                | селище    | 2912                  | 1470                    | 1442                  | 2,72          |
| 6  | Сапальяр               | селище    | 2669                  | 1386                    | 1283                  | 4,83          |
| 7  | Пласілья               | селище    | 2043                  | 1007                    | 1036                  | 0,54          |
| 8  | Катапілько             | селище    | 1786                  | 907                     | 879                   | 3,6           |
| 9  | Чинколько              | селище    | 1623                  | 813                     | 810                   | 8,88          |
| 10 | Пульяльї               | селище    | 1356                  | 700                     | 656                   | 2,56          |
| 11 | Артифісіо              | селище    | 1166                  | 567                     | 599                   | 2,3           |
| 12 | Ель-Кармен-Ла-Ігуера   | село      | 1140                  | 592                     | 548                   |               |
| 13 | Паюен                  | село      | 851                   | 441                     | 410                   |               |
| 14 | Ла-Вінья               | село      | 690                   | 371                     | 319                   |               |
| 15 | Педегуа                | село      | 661                   | 315                     | 346                   |               |
| 16 | Лос-Мольєс             | селище    | 636                   | 331                     | 305                   | 1,93          |
| 17 | Пічикуй                | селище    | 625                   | 326                     | 299                   | 1,1           |
| 18 | Кебрада-Ель-поголитися | село      | 608                   | 305                     | 303                   |               |
| 19 | Єрро-Велья             | село      | 584                   | 289                     | 295                   |               |
| 20 | Ла-Канель              | село      | 576                   | 307                     | 269                   |               |
| 20 | Сан-Лоренсо            | село      | 516                   | 282                     | 234                   |               |